# Notre-Dame de La Vang
Notre-Dame de La Vang (en vietnamien : Đức Mẹ La Vang) est le nom donné à une apparition mariale qui aurait eu lieu le 17 août 1798 pendant une période de persécution des chrétiens au Viêt Nam. La basilique Notre-Dame de La Vang se trouve dans à Hải Phú, dans la province de Quảng Trị.

## Histoire

### Apparition mariale
En 1798, inquiet de la diffusion du catholicisme dans son empire, l'empereur Cảnh Thịnh de la dynastie Tây Sơn en interdit la pratique puis instaure une politique de répression anticatholique. Fuyant la persécution, de nombreux fidèles trouvent refuge dans la forêt tropicale où beaucoup tombent malades. Chaque soir, la communauté se rassemble au pied d'un arbre pour prier le Rosaire. C'est là que la nuit du 17 août 1798, au milieu des branches, une dame vêtue d'un áo dài (robe traditionnelle vietnamienne) et portant dans ses bras un enfant leur apparaît, entourée de deux anges. Les voyants l'identifie comme étant la Vierge Marie accompagnée de l'Enfant Jésus. L'apparition les réconforte et leur demande de faire bouillir des feuilles pour soigner les malades.

### Dévotion
En 1802, les catholiques peuvent retourner dans leurs villages où ils témoignent de ce qu'ils ont vu et répandent la nouvelle de l'apparition. Le site devient un lieu de prière qui attire des pèlerins et, en 1820, une chapelle est bâtie à son emplacement.
Une nouvelle vague de persécutions frappe durement la communauté chrétienne du Viêt Nam entre 1830 et 1885 et la chapelle est détruite. La construction d'une nouvelle chapelle débute en 1886. Elle est consacrée en 1901 par l'évêque à Marie, Secours des chrétiens. Le pape Jean XXIII l'élève au rang de basilique mineure le 22 août 1961 mais elle est détruite par des bombardements américains en 1972 pendant la guerre du Viêt Nam.
Le 19 juin 1998, à l'approche du bicentenaire de l'apparition, le pape Jean-Paul II, reconnaissant l'importance de Notre-Dame de La Vang pour les catholiques vietnamiens, fait part de son souhait de voir la basilique être reconstruite. Après plusieurs années de travaux, la nouvelle basilique est consacrée en 2023 par l'archevêque Joseph Nguyen Chi Linh.